# Otto Friedrich von Möller
Pour les articles homonymes, voir Möller.
Otto Friedrich Theodor von Möller (en russe : Фёдор Антонович Моллер, Fiodor Antonovitch Moller), né à Kronstadt (Empire russe) le 11 juin 1812 [ancien style 30 mai 1812] et mort à Saint-Pétersbourg le 2 août 1874 [ancien style 21 juillet 1874], est un peintre russe de descendance germano-balte et de religion luthérienne.

## Biographie
Il est le fils du contre-amiral (plus tard amiral et ministre des forces de la Marine de l'Empire russe), Otto von Möller. Lui-même étudie au corps des cadets de la Marine et devient officier de marine en 1826.
A fait un portrait de l'auteur russe Nicolas Gogol, lorsque ce dernier avait une trentaine d'années, en Italie.